# ماريون واتسون ستيوارت
ماريون واتسون ستيوارت (بالإنجليزية: Marion Watson Stewart)‏ هي فلاحة نيوزيلندية، ولدت في 1898، وتوفيت في 1983.